# San Francisco-Oakland Bay Bridge

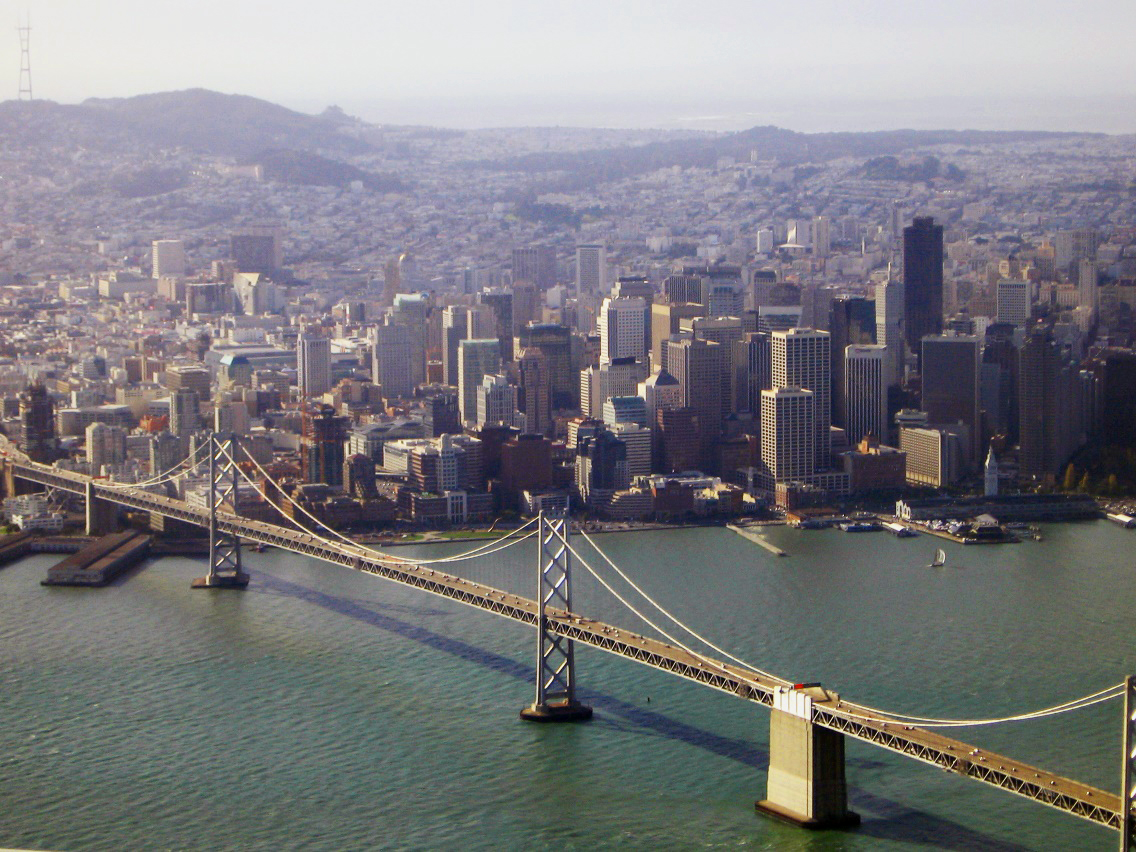
Westelijk deel van de Bay Bridge met daarachter het centrum van San Francisco (december 2006)

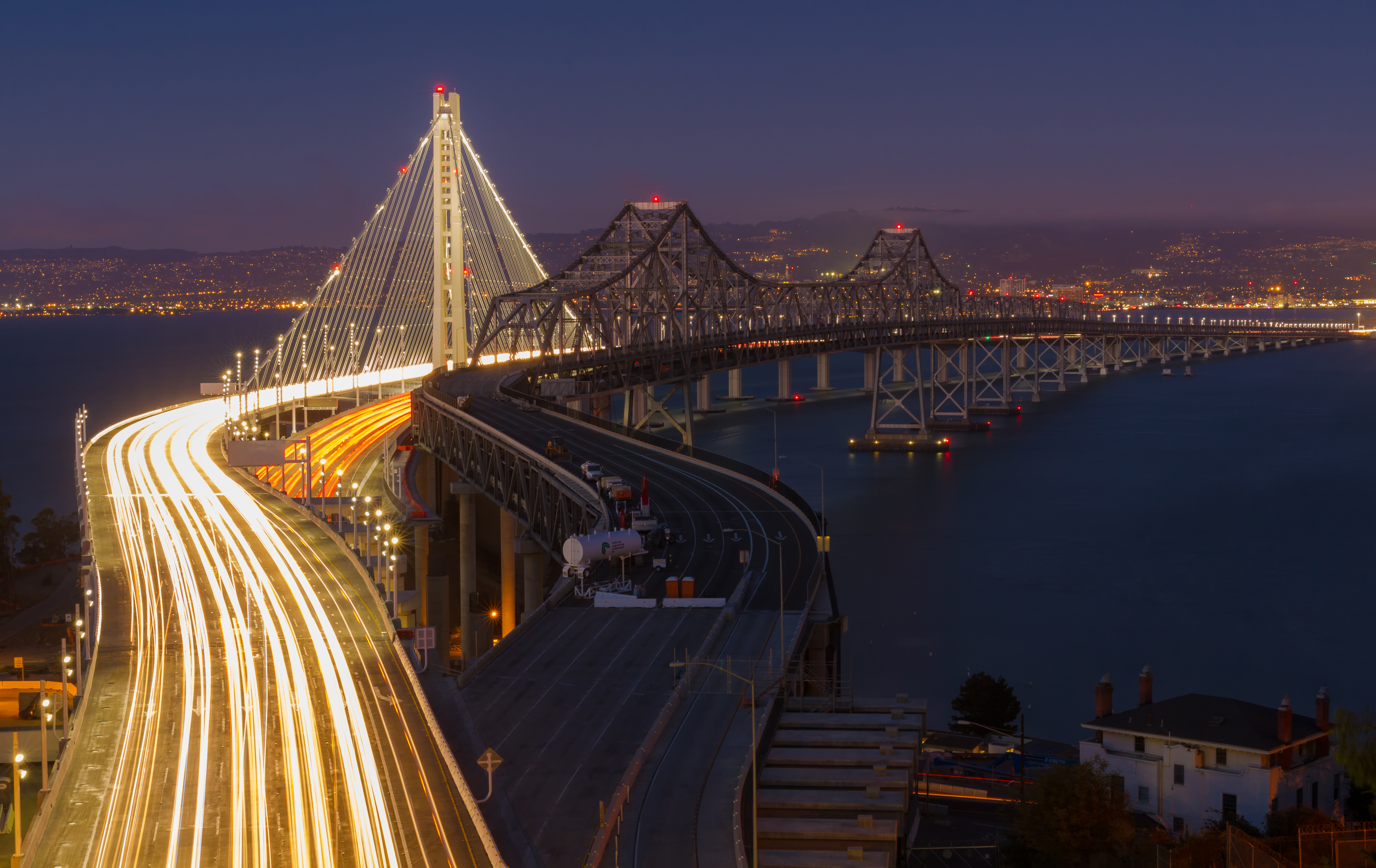
Het oostelijk deel met links de nieuwe brug (september 2013)

De San Francisco-Oakland Bay Bridge, die plaatselijk kortweg Bay Bridge wordt genoemd, is een grote brug over de Baai van San Francisco. Ze verbindt de Californische steden Oakland en San Francisco in het westen van de Verenigde Staten.
De brug bestaat uit twee delen, die gescheiden worden door het Yerba Buena Island (met daaraan vast het kunstmatige eiland Treasure Island). Het westelijke gedeelte verbindt dit Yerba Buena Island met San Francisco en bestaat uit twee aparte hangbruggen met elk twee pylonen, die aan een centrale betonnen verankering vastzitten. Het oostelijke deel verbindt Oakland met Yerba Buena Island, en bestaat uit een stalen vakwerkviaduct, vijf kleinere stalen vakwerkbruggen en ten slotte een grote vakwerkbrug. Deze laatste werd vervangen door een nieuw ontwerp dat op 2 september 2013 in gebruik werd genomen. Een deel ervan loopt over een tuibrug. 
Het verkeer over de vakwerkbruggen ging over twee niveaus: het bovenste dek was voor het verkeer naar San Francisco, het onderste voor verkeer naar Oakland. Over de brug reisden ongeveer 274.000 voertuigen per dag.
De oorspronkelijke bruggen werden ontworpen door Charles H. Purcell. De brug werd geopend op 12 november 1936, zes maanden voor de bekendere brug ten noorden van San Francisco, de Golden Gate Bridge. Motorvoertuigen betaalden alleen tol als ze de brug overstaken van het oosten naar het westen, oftewel in de richting van San Francisco.

## De nieuwe brug
De Loma Prieta-aardbeving van 1989 was de aanleiding om de zwaar beschadigde brug te vervangen. Een 15 m lang bruggedeelte brak af en veroorzaakte een dode. Na iets meer dan een maand slaagde men erin de brug opnieuw open te stellen. Onderzoek wees uit dat het goedkoper was om het oostelijke gedeelte van de brug te vervangen. Voor het westelijk gedeelte koos men voor versterkingen en aanpassingen.
De opening van het nieuwe oostelijke bruggedeelte gebeurde op 2 september 2013. De afbraak van de oude oostelijke brug heeft vijf jaar in beslag genomen. 

## Galerij

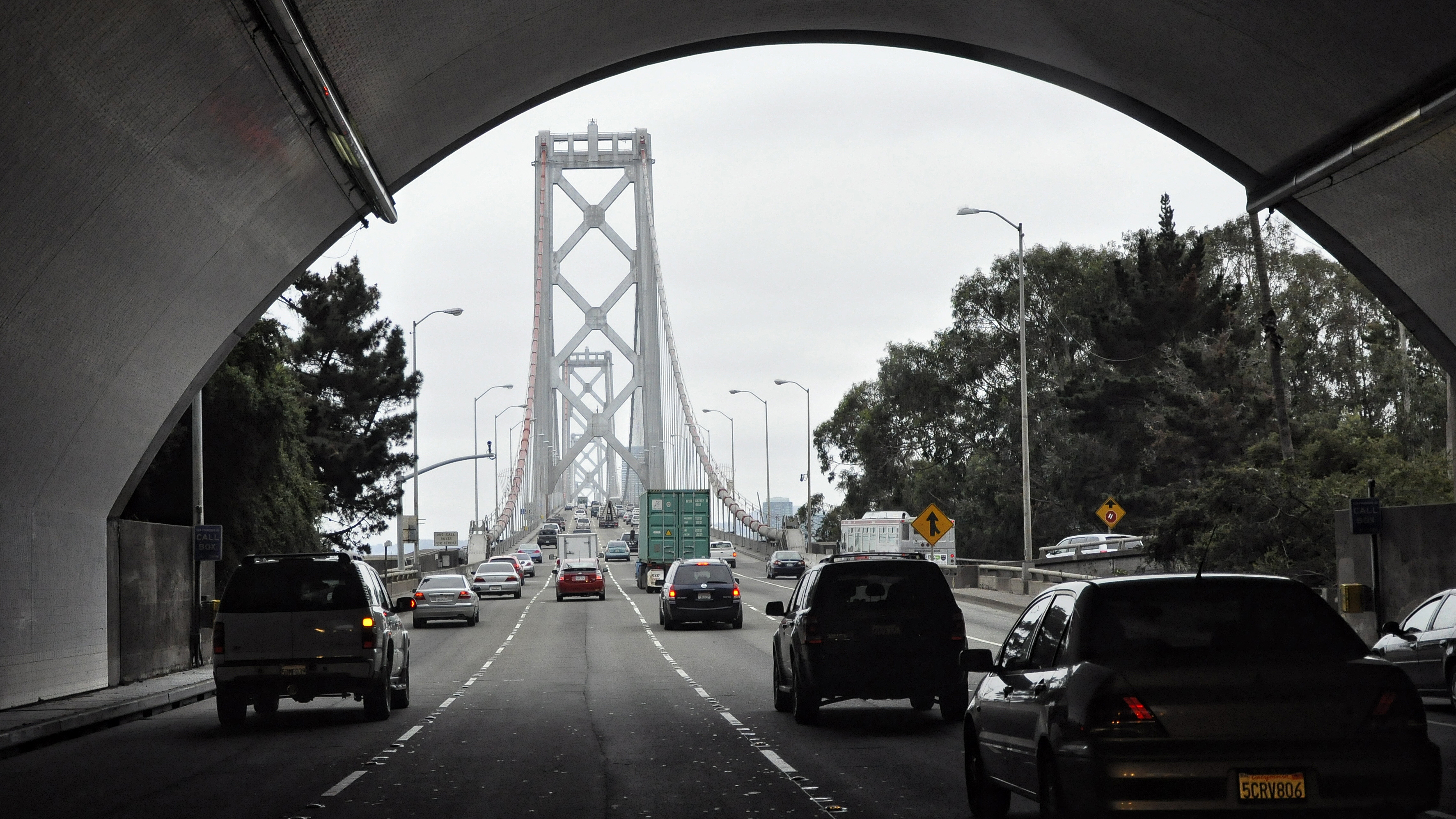
De Yerba Buena tunnel en het westelijk deel van de San Francisco-Oakland Bay Bridge (oktober 2012)